# Liste von Personen, die wegen Hexerei hingerichtet wurden

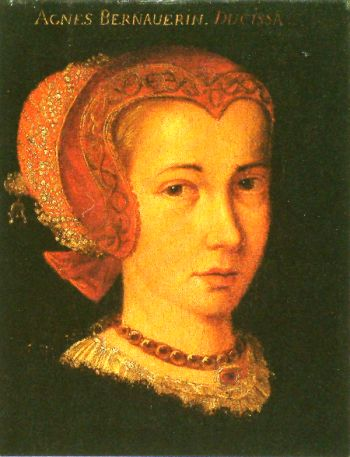
Agnes Bernauer wurde 1435 in Straubing hingerichtet

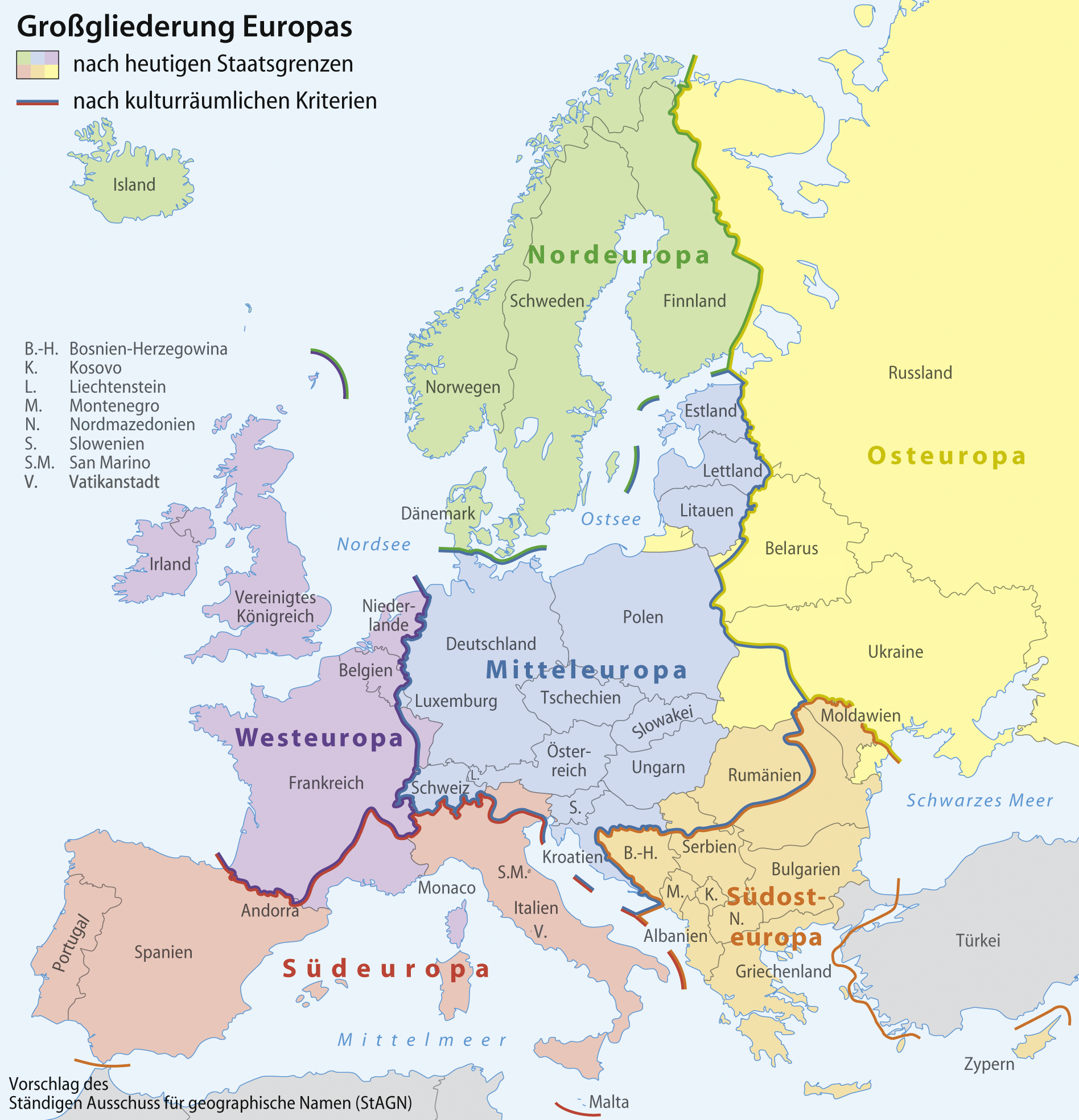
Großgliederung Europas nach Vorschlag des StAGN

Die Liste von Personen, die wegen Hexerei hingerichtet wurden bezieht sich auf die Hexenverfolgungen während der frühen Neuzeit in Europa und Amerika, die durch Vorstellungen geprägt waren, wie sie im Hexenhammer dargelegt sind. Sie schließt Opfer der Hexenverfolgung ein, die aufgrund der Verfolgung als Hexe zu Tode kamen, wobei auch bekannte frühere Beispiele Aufnahme finden.
Zwischen dem 15. und 19. Jahrhundert wurden durch die Hexenverfolgung zahlreiche Menschen als vermeintliche Hexen hingerichtet. Es gab sowohl organisierte Hexenverfolgungen als auch einzelne Anklagen. Im 17. Jahrhundert stieg die Zahl der Hexenprozesse an. Die häufigsten Methoden, Hexen hinzurichten, waren Hängen, Ertränken und Verbrennen. Die Liste ist geographisch unterteilt nach Amerika und Europa. 
Mit Kimpa Vita († 1706) wurde auch eine Kongolesin Opfer der von Europa ausgehenden Hexenverfolgung der frühen Neuzeit. Die Hexenverfolgung in Afrika, Amerika, Asien und Ozeanien wird im Artikel Moderne Hexenverfolgung dargestellt.

## Europa
Europa ist unterteilt nach Nordische Länder, Westeuropa, Mitteleuropa (mit Südosteuropa und Osteuropa) und Südeuropa.
Dabei wurde weitgehend der Großgliederung Europas nach dem Vorschlag des Ständigen Ausschuss für geographische Namen gefolgt. Ausnahme sind die Nordischen Länder, da diese im Gegensatz zu Nordeuropa auch Grönland beinhalten.
Insgesamt wurden in Europa im Zuge der Hexenverfolgung geschätzt 40.000 bis 60.000 Personen wegen Hexerei hingerichtet. Frauen stellten etwa drei Viertel der Opfer in Mitteleuropa. In Nordeuropa waren Männer stärker betroffen. Ein eindeutiger Zusammenhang zwischen Konfessionszugehörigkeit und Hexenverfolgung liegt nicht vor. In Europa war die besonders qualvolle Hinrichtung auf dem Scheiterhaufen häufig.

### Westeuropa
Zu Westeuropa zählen Frankreich, die Niederlande, Belgien, Irland und das Vereinigte Königreich. In Großbritannien fanden unter anderen die Hexenprozesse von Pendle und die Hexenprozesse von North Berwick statt.
| Name                                                                | Lebensdaten     | Herkunft       | Bemerkungen | Prozess / Hinrichtung |
| ------------------------------------------------------------------- | --------------- | -------------- | --- | --------------------- |
| Marigje Arriens                                                     | ca. 1520–1591   | Niederländisch | Wegen angeblicher Hexerei verbrannt. | Schoonhoven           |
| Allison Balfour (Alesoun Balfour)                                   | † 16. Dez. 1594 | Schottisch     | Volksheilerin von der Mainland-Insel der Orkneys, in Kirkwall wegen angeblicher Hexerei hingerichtet. | Kirkwall              |
| Angéle de la Barthe                                                 | ca. 1230–1275   | Französisch    | Vorläuferin, die im Mittelalter wegen angeblicher Unzucht mit dem Teufel verbrannt wurde. | Toulouse              |
| Josyne van Beethoven                                                | 1540–1595       | Belgisch       | Als Hexe angeklagt, gefoltert und auf dem Grote Markt in Brüssel auf dem Scheiterhaufen verbrannt. Sie war mit Aert van Beethoven verheiratet, Mutter von vier Kindern und Vorfahrin von Ludwig van Beethoven. | Brüssel               |
| Janet Boyman (Jonet Boyman, Janet Bowman)                           | † 1572          | Schottisch     | Der Fall gegen Janet Boyman begann 1570 und ist ein frühes und gut dokumentiertes Zeugnis von Hexenwahn in Schottland. Boyman wurde beschuldigt, den Tod des schottischen Königs vorhergesehen zu haben. 1572 wurde sie wegen Hexerei angeklagt und hingerichtet. | Edinburgh             |
| Anne de Chantraine                                                  | 1603–1622       | Belgisch       | Anne de Chantraine wird als außergewöhnlich hübsches, intelligentes und lebhaftes Mädchen beschrieben. Im Alter von 17 Jahren wurde sie von einem gleichaltrigen Jungen, den sie mehrfach abgewiesen hatte, der Hexerei bezichtigt und infolgedessen verhaftet. Zu dieser Zeit gab es eine Missernte. Sie wurde mehrfach gefoltert. Im Alter von 19 Jahren wurde sie in Waret-la-Chaussee oder in Liège auf dem Scheiterhaufen verbrannt. Sie ist eine spielbare Figur in der australischen Horror-Brettspielserie Atmosfear (Nightmare) von Phillip Tanner und Brett Clements von 1991. | Lüttich               |
| Elizabeth Clarke (auch Bedinfield)                                  | ca. 1565–1645   | Englisch       | Elizabeth Clarke aus Essex war 80 Jahre alt und hatte nur ein Bein. Sie wurde der Teufelsbuhlschaft angeklagt und gehängt. Aufgrund der Folter durch Schlafentzug beschuldigte sie zwei weitere Frauen, Anne West und deren Tochter Rebecca. In der Folge wurden zahlreiche weitere Personen angeklagt. Sie war das erste Opfer des Hexenfinders Matthew Hopkins, der für rund 100 Justizmorde an angeblichen Hexen in East Anglia verantwortlich ist. | Chelmsford            |
| Jean Delvaux                                                        | † 1595          | Belgisch       | Benediktiner-Mönch aus dem Kloster Stablo, geköpft. | Stavelot              |
| Hexen von Belvoir: Joan Flower, Margaret Flower und Philippa Flower | † 1618          | Englisch       | Joan Flower und ihre beiden Töchter Margaret und Philippa wurden als die Hexen von Belvoir bezeichnet. Joan Flower starb im Gefängnis, die beiden Töchter wurden in Lincoln gehängt. | Lincoln               |
| Peronne Goguillon                                                   | † 1679          | Französisch    | Eines der letzten Opfer, das wegen Hexerei in Frankreich hingerichtet wurde, verbrannt. |                       |
| Urbain Grandier                                                     | 1590–1634       | Französisch    | Priester, verurteilt während des Prozesses gegen die Teufel von Loudun, verbrannt. | Loudun                |
| Mechteld ten Ham                                                    | † 1605          | Niederländisch | Gestand unter Folter und wurde verbrannt. | ’s-Heerenberg         |
| Adrienne d’Heur                                                     | 1585–1646       | Französisch    | verbrannt | Montbéliard           |
| Janet Horne                                                         | † 1727          | Schottisch     | Letzte Britin, die wegen Hexerei hingerichtet wurde, verbrannt. | Dornoch               |
| Margaret Inequane (Margaret Ine Quane, Margaret Quaine)             | † 1617          | Englisch       | Sie wurde zusammen mit ihrem zehnjährigen Sohn John Cubon der Hexerei beschuldigt. Angeblich hatte sie einen Fruchtbarkeitszauber benutzt, um eine gute Ernte zu sichern. Ihr Sohn wurde des „Hexenbluts“ für schuldig befunden, weil er ihr Sohn war. Beide wurden 1617 in Castletown auf der Isle of Man wegen Hexerei hingerichtet. | Castletown            |
| Margery Jourdemain (Jourdemayne, Gardemaine)                        | † 1441          | Englisch       | In die politischen Intrigen um Eleanor Cobham hineingezogen und auf dem Smithfield Market als angebliche Hexe verbrannt. | London                |
| Ursula Kemp (Ursley Kempe, Ursula Gray)                             | ca. 1525 – 1582 | Englisch       | Volksheilerin und Hebamme, die 1582 wegen Hexerei angeklagt und gehängt wurde. Angeblich soll sie mit Hilfe von Geistern Krankheit und Tod über ihre Nachbarn gebracht haben. | Chelmsford            |
| Violet Mar                                                          | † 1577          | Schottisch     | Violet Mar wurde angeklagt, mit Hilfe von Hexerei einen Komplott gegen schottischen Regent Morton geplant zu haben. Sie wurde am 24. Oktober 1577 wegen Hochverrat vor Gericht gestellt, verurteilt und hingerichtet. |                       |
| Anna Muggen                                                         | † 1608          | Niederländisch | Verurteilung wegen Flüchen und eines Paktes mit dem Teufel. Hinrichtung am 29. Mai 1608 in Gorinchem, Niederlande | Gorinchem             |
| Catherine Monvoisin                                                 | ca. 1640–1680   | Französisch    | Auch La Voisin, geborene Deshayes, französische Serienmörderin, wurde als angebliche Hexe verbrannt und war eine der Hauptbeteiligten in der so genannten Giftaffäre. | Paris                 |
| Petronilla de Meath                                                 | ca. 1300–1324   | Irisch         | Petronilla de Meath war eine irische Dienstmagd, erste Frau in Irland, die als angebliche Hexe verbrannt wurde. | Kilkenny              |
| Elspeth McEwen (Elizabeth MacEwan, Elspeth M‘Cowen)                 | † 24. Aug. 1698 | Schottisch     | Elspeth McEwen war eine ältere und gebildete Frau (die „alte Frau von Bogha“) und lebte allein in Balmaclellan. Ihr wurde vorgeworfen, das Geflügel ihrer Nachbarn verhext zu haben, sodass es keine Eier mehr legte, krank wurde oder starb. Auch soll sie mit Hilfe einer verhexten hölzernen Nadel die Milch von Kühen gestohlen haben. 1696 wurde sie wegen Hexerei vorgeladen. Auf dem Weg zur Sitzung scheute die Stute des Pfarrers und schwitzte angeblich Blutstropfen. Das Vorkommnis wurde als Beweis gegen McEwen gewertet. Sie wurde für zwei Jahre in Kirkcudbright Tolbooth eingesperrt und so schwer gefoltert, dass sie um den Tod bat. Im März 1698 wurde McEwen wegen Hexerei vor Gericht gestellt und gestand „einen Vertrag und regelmäßigen Handel mit dem Teufel und schwarze Magie zum Schaden des Volkes“. Es gibt detaillierte Aufzeichnungen über ihre Inhaftierung und ihren Prozess. Sie wurde in Silver Craigs, Kirkcudbright hingerichtet und war die letzte Person, die wegen vermeintlicher Hexerei in Galloway verbrannt wurde. | Kirkcudbright         |
| Alice Nutter                                                        | † 20. Aug. 1612 | Englisch       | Nutter stammte aus einer wohlhabenden Familie, besaß eigenes Land und wurde im Zuge der Hexenprozesse von Pendle, angeklagt und in Lancaster gehängt. Hauptzeugin der Anklage war ein 9-jähriges Mädchen. 1982 gab sich eine Sängerin der Band Chumbawamba den Künstlernamen Alice Nutter. Der 1990 erschienene Roman Ein gutes Omen von Terry Pratchett und Neil Gaiman mit der Figur Alice Nutter wurde ab 2019 in Fernsehserie Good Omens verarbeitet. Jeanette Wintersons Roman The Daylight Gate aus dem Jahr 2012, basiert auf Nutters Leben und erschien an ihren 400. Todestag. | Lancaster             |
| Paisley Hexen (Bargarran Hexen)                                     | † 1697          | Schottisch     | letzte Massenhinrichtung wegen Hexerei in Westeuropa, acht Personen wurden verurteilt, eine starb im Gefängnis, die anderen sieben wurden gehängt und am 10. Juni 1697 auf dem Gallow Green in Paisley verbrannt. | Paisley               |
| Mary Pannal                                                         | † 1603          | Englisch       | Volksheilerin, 1602 in York wegen Hexerei angeklagt und hingerichtet. | York                  |
| Hexen von Pendle                                                    | † 1612          | Englisch       | Vom Assisengericht in Lancaster am 18./19. August 1612 wurden neun Frauen und ein Mann zum Tod durch den Strang verurteilt. Zwei der angeblichen Hexen von Pendle waren Anne Whittle (Chattox) und ihre Tochter Anne Redferne. | Lancaster             |
| Elspeth Reoch (Elizabeth Riach)                                     | † 1616          | Schottisch     | Reoch wurde in Caithness geboren und lebte später auf der Mainland-Insel der Orkneys. Sie wurde in Kirkwall wegen angeblicher Hexerei hingerichtet. In Schottland begannen die Hexenjagden um 1550. Zu dieser Zeit unterstand der Orkney-Archipel der Gerichtsbarkeit Schottlands, das mit der Umsetzung des Scottish Witchcraft Act von 1563 Hexerei zu einem Kapitalverbrechen machte und daher mit dem Tod bestraft wurde. | Kirkwall              |
| Agnes Sampson                                                       | † 1591          | Schottisch     | Volksheilerin und Hebamme, erdrosselt und verbrannt. Die Abbildung unten zeigt wie Agnes Sampson und andere Hexen vom Teufel magische Puppen erhalten. | Edinburgh             |
| Alice Samuel „Hexen von Warboys“                                    | † 1593          | Englisch       | Alice Samuel und ihre Familie wurden in dem Dorf Warboys in Huntingdonshire als angebliche Hexen gehängt. | Huntingdonshire       |
| Agnes Waterhouse                                                    | ca. 1503–1566   | Englisch       | Agnes Waterhouse wurde 1566 in Chelmsford in England gehängt. Diese Hinrichtung wegen angeblicher Hexerei erregte damals in ganz Europa großes Aufsehen. | Chelmsford            |

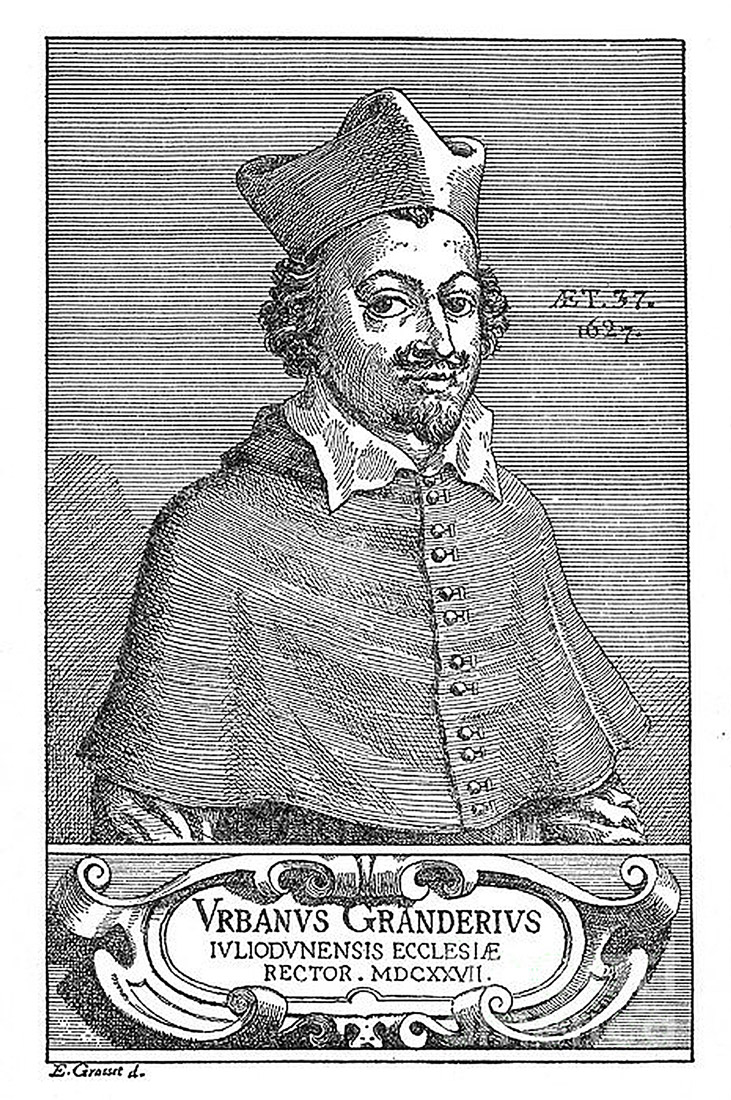
Urbain Grandier
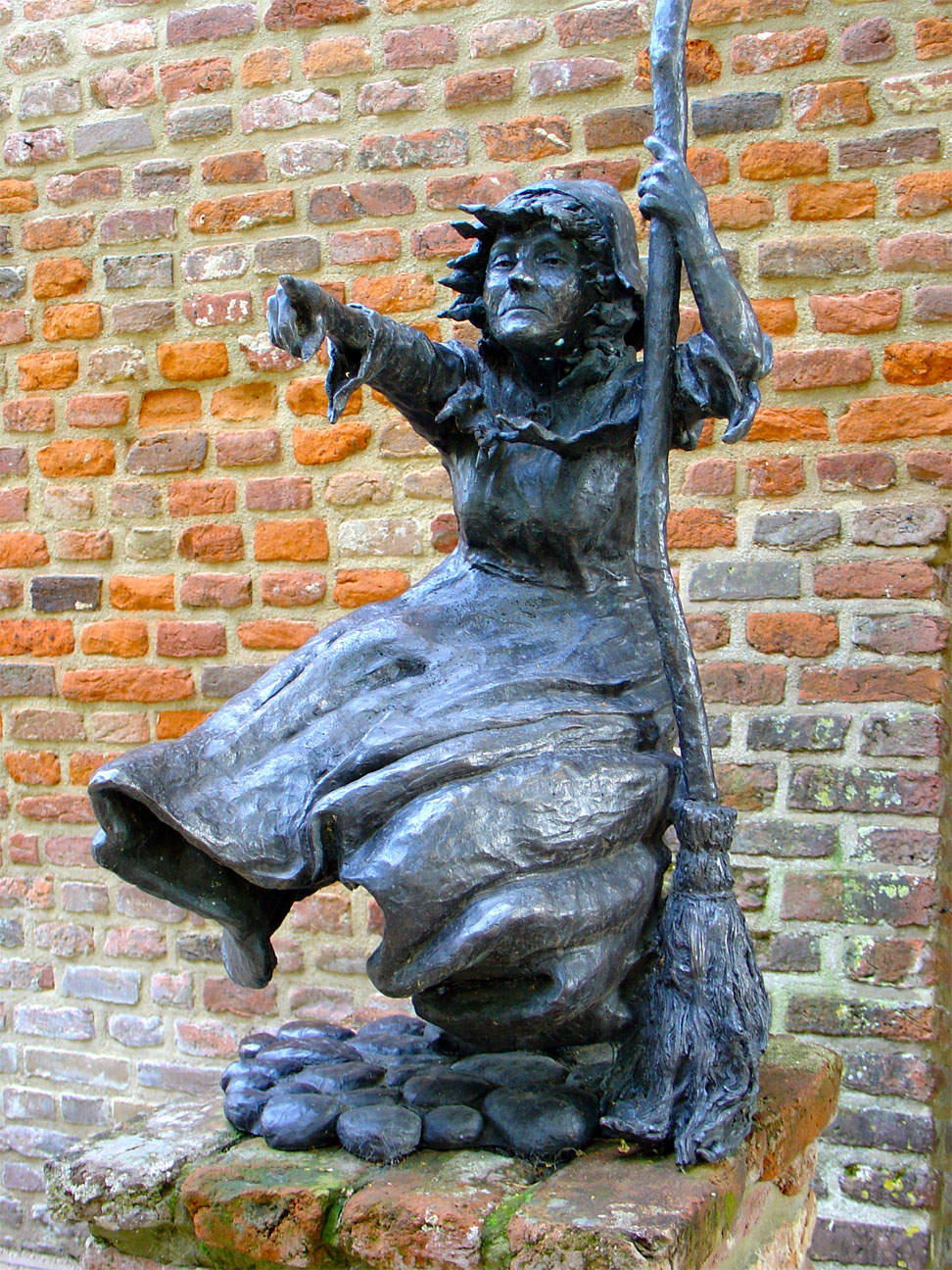
Statue von Mechteld ten Ham in ’s-Heerenberg
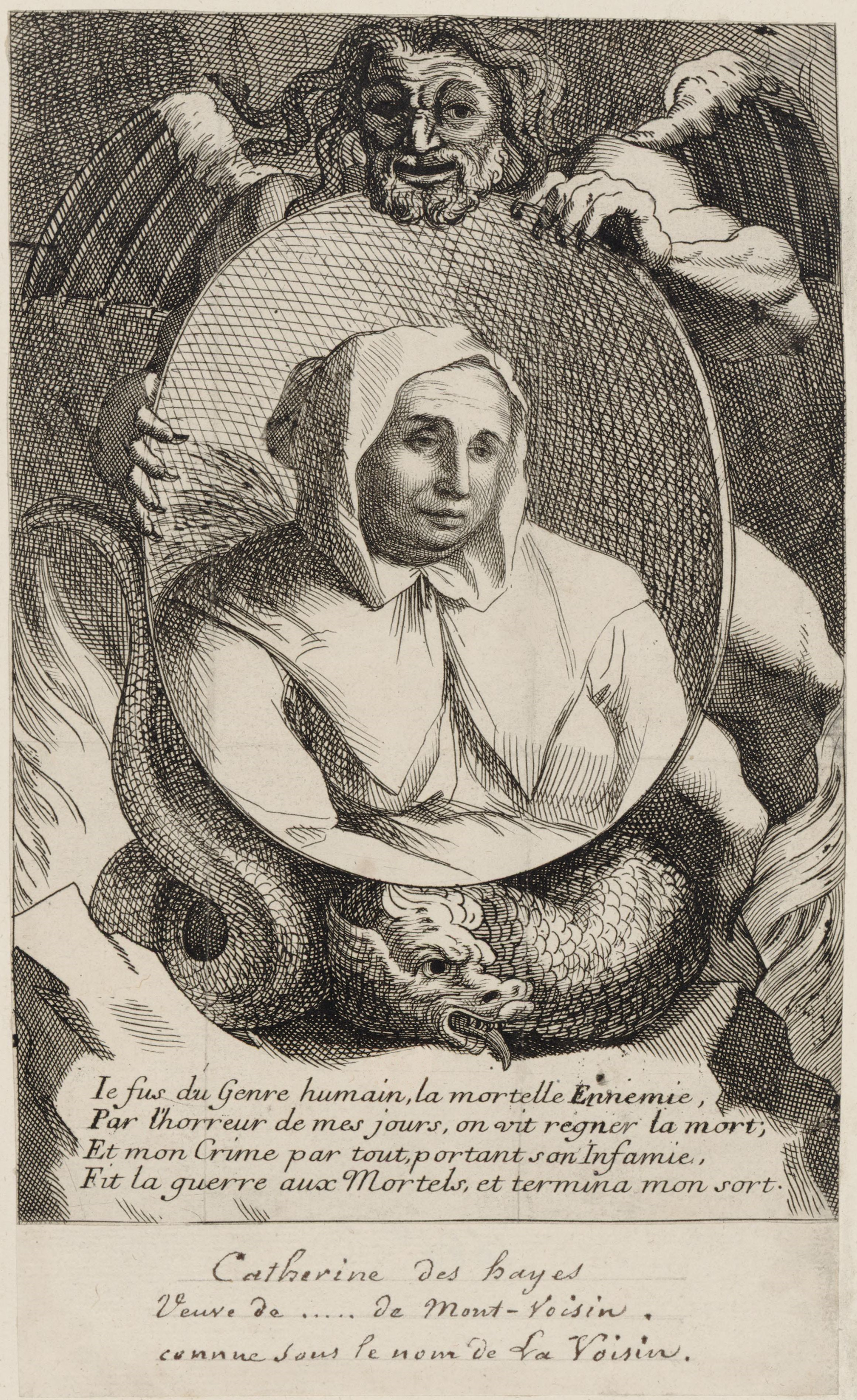
Catherine Deshayes (Monvoisin)
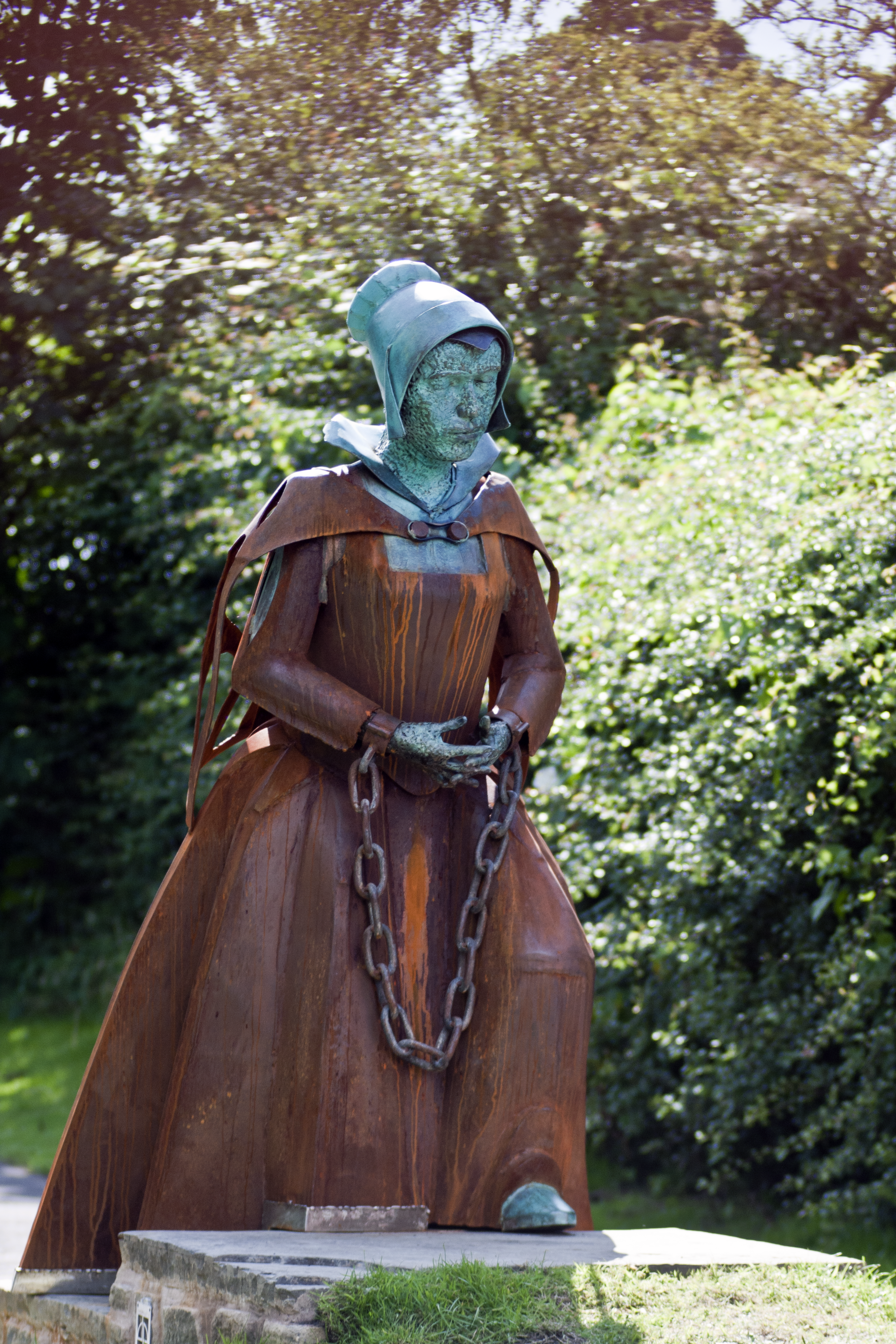
Statue von Alice Nutter
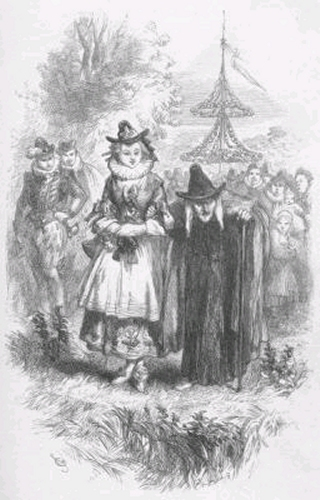
Anne Whittle (Chattox) mit Tochter Anne Redferne, Opfer der Hexenprozesse von Pendle, Illustration 1854
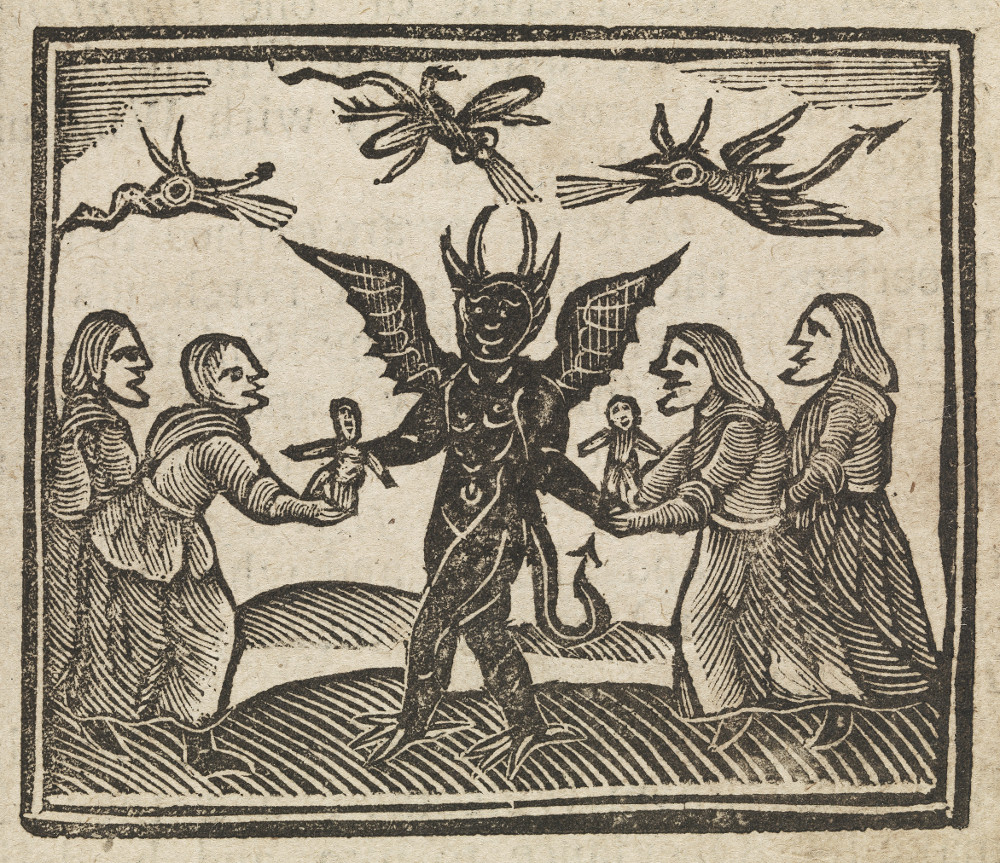
Holzschnitt, der zeigt wie Agnes Sampson und andere Hexen vom Teufel magische Puppen erhalten
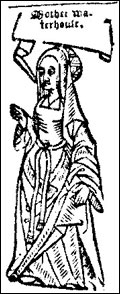
Agnes Waterhouse

### Mitteleuropa (mit Südosteuropa und Osteuropa)
Zu den Hexenverfolgungen der frühen Neuzeit gehören die deutschen Hexenprozesse in Bamberg, in Eichstätt, in Ellwangen, in Fulda, in Kurmainz, in Lemgo, in Groß Ullersdorf, in Wemding, in der Grafschaft Werdenfels, in Westfalen und in Würzburg.
| Name | Lebensdaten     | Herkunft                   | Bemerkungen | Prozess / Hinrichtung  |
| --- | --------------- | -------------------------- | --- | ---------------------- |
| Johann Albrecht Adelgreif                                                                                             | † 1636          | Deutsch                    | Hingerichtet als selbstbehaupteter Prophet. | Königsberg             |
| Agnes Bernauer | ca. 1410–1435   | Deutsch                    | Nach Anschuldigungen ihres Schwiegervaters Ernst (Bayern) wegen Hexerei verurteilt und in der Donau ertränkt. | Straubing              |
| Merga Bien | 1560er–1603     | Deutsch                    | Während der Hexenverfolgungen im Hochstift Fulda verurteilt und verbrannt. | Fulda                  |
| Sidonia von Borcke (Sidonia von Bork)                                                                                 | 1548–1620       | Pommern                    | Sidonia von Borcke gestand unter Folter Mord und Hexerei. Sie wurde geköpft und verbrannt. Das Schicksal der Sidonia von Borcke blieb in Sage und Dichtung lebendig. Wilhelm Meinhold veröffentlichte 1847 den Roman Sidonia von Bork, die Klosterhexe. 1849 wurde der Roman von Jane Francesca Elgee unter dem Titel Sidonia the Sorceress erfolgreich in Englische übersetzt. Der Roman inspirierte den Präraffaeliten Edward Burne-Jones. Theodor Fontane schrieb das Fragment Sidonie von Borcke. | Stettin                |
| Michée Chauderon (Michea Chauderon)                                                                                   | † 1652          | Schweiz                    | Michée Chauderon war eine verwitwete Waschfrau, die von ihrem Arbeitgeber des Diebstahls beschuldigt wurde. Dann wurde ihr vorgeworfen, mehrere Kinder mit Dämonen verhext zu haben. Sie gestand unter Folter, Dämonen beschworen zu haben. Sie wurde gehängt und anschließend verbrannt. Sie war das letzte Opfer der Hexenverfolgung in Genf. | Genf                   |
| Helena Curtens | 1722–1738       | Deutsch                    | Eines der letzten Opfer der Hexenverfolgungen in Deutschland. Gemeinsam mit Agnes Olmans hingerichtet. | Gerresheim             |
| Katharina Curtius | † 1629          | Deutsch                    | Wurde in Bonn von dem berüchtigten Hexenjäger Franz Buirmann verfolgt und auf dem Scheiterhaufen verbrannt. | Bonn                   |
| Dietrich Flade | 1534–1589       | Deutsch                    | Kurfürstlicher Rat, Stadtschultheiß und Statthalter von Trier. Flade hatte in Kurtrier als Richter zahlreiche Hexenprozesse geleitet und Todesurteile gefällt. Schließlich wurde er selbst der Hexerei beschuldigt und unter Johann VII. von Schönenberg hingerichtet. | Trier                  |
| Teelke Galtets | † ca. 1665      | Deutsch                    | Letztes Todesopfer der Hexenverfolgung in Ostfriesland. | Schwittersum           |
| Anna Göldi | † 1782          | Schweiz                    | Das letzte Opfer der Hexenverfolgung in der Schweiz. Anna Göldi wurde als «Vergifterin», wie es im Urteil offiziell hieß, geköpft. Im Prozess gegen Anna Göldi wurden die Ausdrücke «Hexerei» und «Hexe» vermieden, um kein Aufsehen zu erregen. Wie Wolfgang Behringer in seinem Standardwerk über späte Hexenprozesse (2016) erläutert, waren diese Begriffsverschleierungen im Urteil typisch für Hexenprozesse des 18. Jahrhunderts.                                                              | Glarus                 |
| Maria Harms | † 1593          | Deutsch                    | Sie ist die erste namentlich bekannte Frau, die in Bonn als angebliche Hexe verbrannt wurde. | Bonn                   |
| Walpurga Hausmännin                                                                                                   | † 1587          | Deutsch                    | Hebamme, die unter Folter ein aufsehenerregendes Geständnis erfand, unter anderem den Pakt mit dem Teufel, Kindermord, Hexerei und Vampirismus. Wurde noch auf dem Weg zum Scheiterhaufen in der Öffentlichkeit gefoltert. | Dillingen an der Donau |
| Katharina Henot | 1570–1627       | Deutsch                    | Kölner Postmeisterin und das bekannteste Opfer der Kölner Hexenverfolgungen. Sie wurde als angebliche Hexe erst erdrosselt und dann verbrannt. | Köln                   |
| Johannes Junius | 1573–1628       | Deutsch                    | Bamberger Bürgermeister und Ratsherr wurde als Trudner (Hexer) verurteilt und wartete im Bamberger Drudenhaus auf den Scheiterhaufen. | Bamberg                |
| Barbara Koller (Schinder-Bärbel)                                                                                      | † ca. 1675      | Salzburg                   | Erstes Opfer der Salzburger Zauberbubenprozesse, bei denen über 150 Personen getötet wurden, fast alles Bettler, darunter zahlreiche Kinder. Ihrem Sohn Schinderjackl wurde angedichtet, er sei ein Werwolf gewesen, konnte aber nicht gefasst werden. | Salzburg               |
| Anna Kramer (Bader-Ann)                                                                                               | 1619–1680       | Deutsch                    | Als „Hexe“ in Veringenstadt enthauptet und anschließend verbrannt. Ihr Folterhemd und das Protokoll des „Hexenprozesses“ sind erhalten. | Veringenstadt          |
| Elisabeth Kurtzrock                                                                                                   | † 30. Okt. 1628 | Deutsch                    | Sie war die Wirtin einer noch heute in Bonn existierenden Gastwirtschaft (Zur Blomen/Im Höttchen). | Bonn                   |
| Lauterfresser (Mathias Perger, Matheus Perger)                                                                        | † 1645          | Österreich (heute Italien) | War ein angeblicher Hexer in Südtirol. Als einer der bekanntesten Magier des Landes sind seine Taten Inhalt zahlreicher Südtiroler Sagen. Der Beiname stammt von seiner Vorliebe für weiche oder flüssige („lautere“) Nahrung. | Mühlbach               |
| Rebekka Lemp | ca. 1550–1590   | Deutsch                    | Rebekka Lemp war ein frühes Opfer der Hexenverfolgung in Nördlingen und wurde zusammen mit vier weiteren Frauen verbrannt. Briefe zwischen ihr, ihrem Mann und ihren Kindern während ihrer Haft sind erhalten. | Nördlingen             |
| Agnes Olmans | 1691–1738       | Deutsch                    | Eines der letzten Opfer der Hexenverfolgungen in Deutschland. Gemeinsam mit Helena Curtens in Gerresheim hingerichtet. | Gerresheim             |
| Familie Pappenheimer Eltern: Paul und Anna Söhne: Gummprecht, Michel (auch Jacob genannt), Hansel (auch Hoel genannt) | † 1600          | Deutsch                    | Die Landfahrerfamilie Pämb oder Gämperle, auch Pappenheim genannt, wurde von Alexander von Haslang des Mordes und der Hexerei im Bund mit dem Teufel beschuldigt. Unter Folter gestanden alle Mitglieder der Familie. Die Familie wurde nach München gebracht und in den Falkenturm gesperrt und durch den nun zuständigen Hofratkommissar Wangereck weiterer extremer Folter unterworfen und am 29. Juli 1600 auf grausame Weise hingerichtet wurde.                                                 | München                |
| Maria Pauer | 1730er–1750     | Österreich                 | Das letzte Opfer der Hexenverfolgung in Österreich, geköpft. | Salzburg               |
| Philipp Quantzip (Philipp aus Lannesdorf)                                                                             | † 13. Sep. 1628 | Deutsch                    | Er war als angeblicher „Werwolf“ der Zauberei verdächtigt. Um bei seiner Hinrichtung ganz sicher zu gehen, hatte man ihm, bevor man ihn verbrannte, den Kopf „abgehauwen und sinen kopf einem wolf druff gestechen und also zum exempel laissen stain“. | Bonn                   |
| Elisabeth Plainacher                                                                                                  | 1513–1583       | Österreich                 | Das einzige Opfer der Hexenverfolgung in Wien, verbrannt. | Wien                   |
| Catherine Quicquat | † 1448          | Schweiz                    | Wegen angeblicher Hexerei im Herzogtum Savoyen verurteilt und mutmaßlich verbrannt | Vevey                  |
| Catherine Repond | 1662–1731       | Schweiz                    | Eine der letzten Frauen, die in der Schweiz der Hexerei beschuldigt und hingerichtet wurden. | Freiburg               |
| Anna Roleffes | 1600–1663       | Deutsch                    | Eine der letzten Frauen, die in der Stadt Braunschweig als „Hexe“ angeklagt und hingerichtet wurde; geköpft und verbrannt. | Braunschweig           |
| Anna Maria Schwegelin                                                                                                 | 1729–1781       | Deutsch                    | Als letztes Opfer der Hexenverfolgung in Deutschland 1775 zum Tode verurteilt, begnadigt und 1781 im Gefängnis gestorben. | Kempten                |
| Seelenmutter von Küssnacht                                                                                            | † 1577          | Schweiz                    | verbrannt | Kanton Schwyz          |
| Maria Renata Singer von Mossau                                                                                        | 1679–1749       | Deutsch                    | Nonne sowie Superiorin des Klosters Unterzell bei Würzburg. Sie gilt als das letzte fränkische Opfer der Hexenverfolgung. | Höchberg               |
| Stedelen | † ca. 1400      | Schweiz                    | Opfer der Hexenprozesse in Boltigen, Simmental unter Peter von Greyerz. Stedelen gestand unter Folter, Dämonen beschworen zu haben und wurde verbrannt. | Boltigen               |
| Anna Maria Sterck | 1668–1679       | Deutsch                    | Waise, wurde als Kinderhexe verfolgt, im Alter von zehn Jahren verhaftet und mit elf Jahren und vier Wochen hingerichtet | Inzigkofen             |
| Kunigunde Sterzl | ca. 1544–1620   | Deutsch                    | Die 76-jährige Eichstätterin war eines der ca. 250 Opfer der Hexenverfolgung im Hochstift Eichstätt. Sie gestand unter Folter und wurde öffentlich enthauptet und verbrannt. | Eichstätt              |

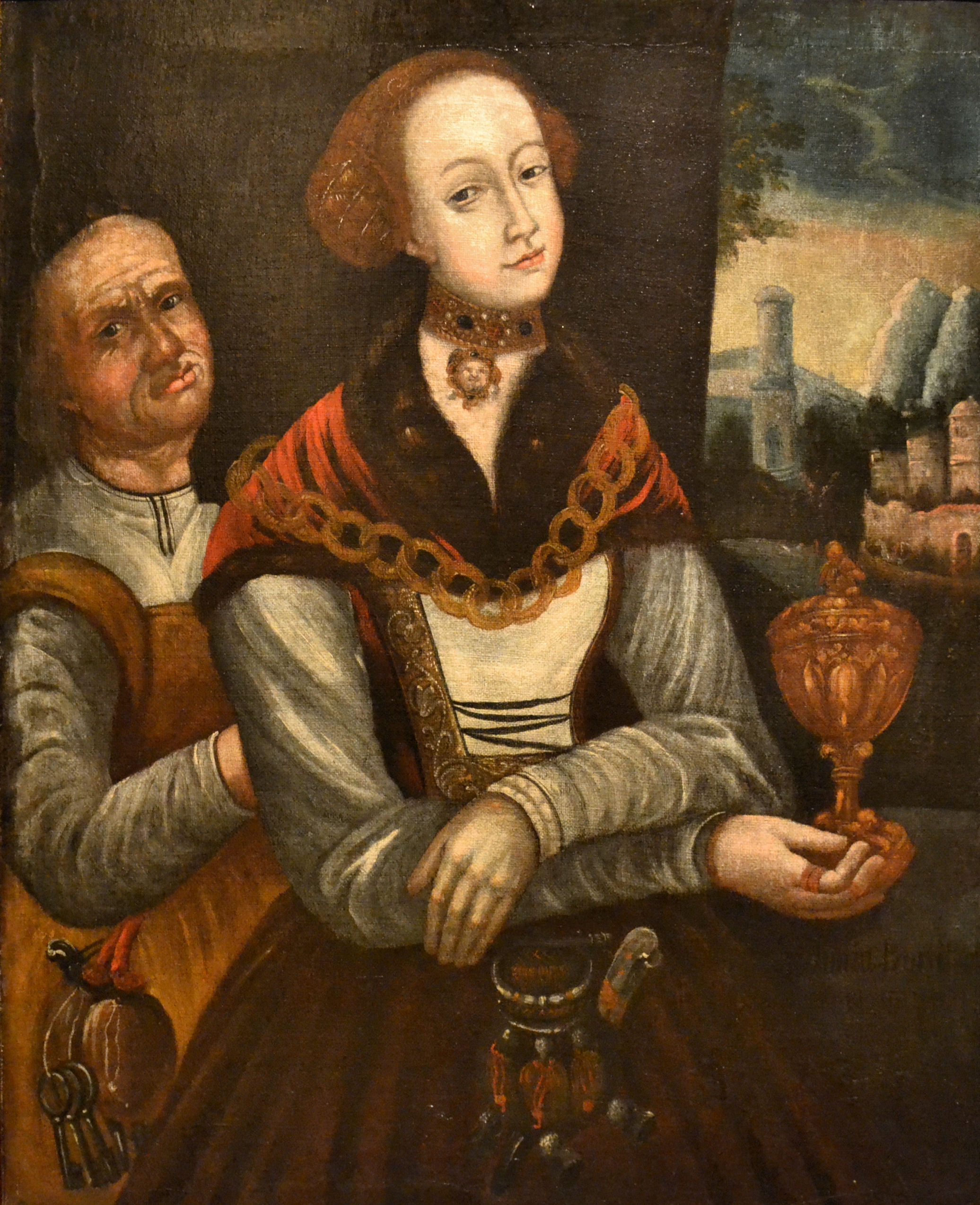
Sidonia von Borcke wurde 1620 in Stettin hingerichtet
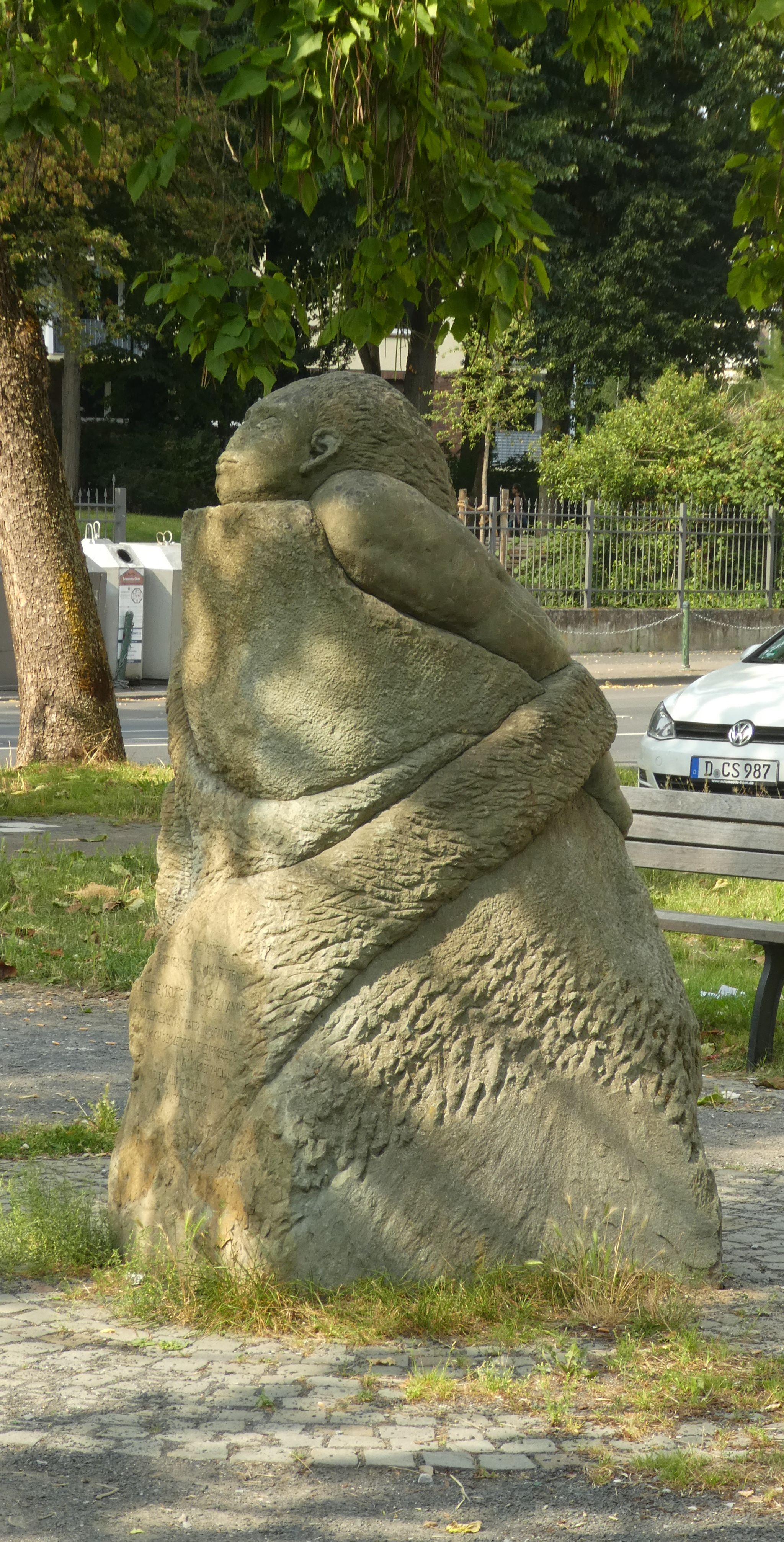
Gedenkstätte für Helena Curtens und Agnes Olmans: Gerresheimer Hexenstein von 1989
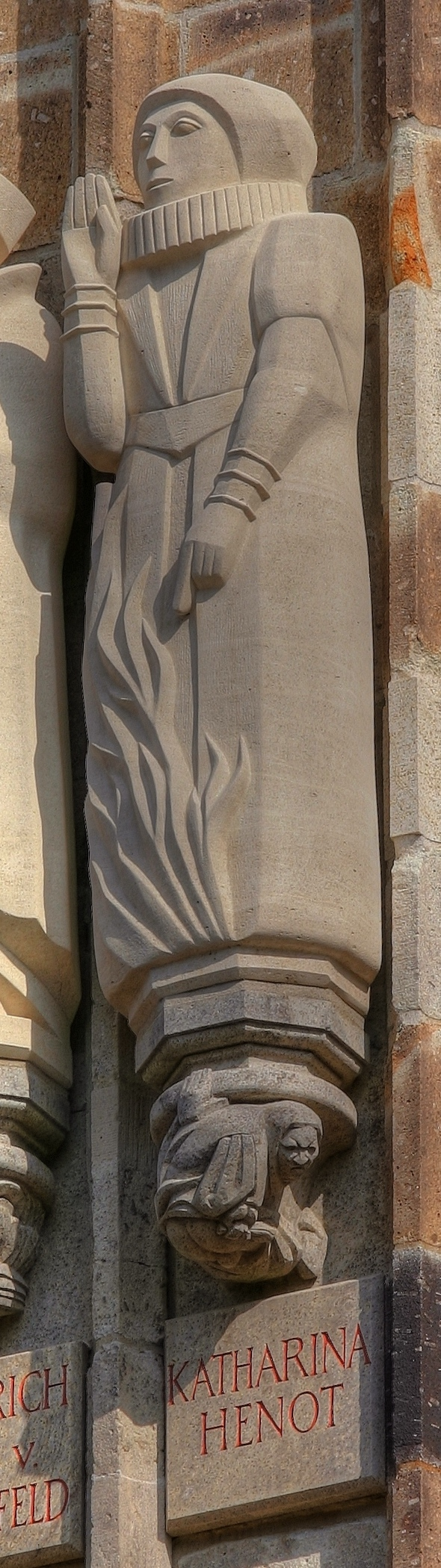
Katharina Henot, Rathausturm Köln
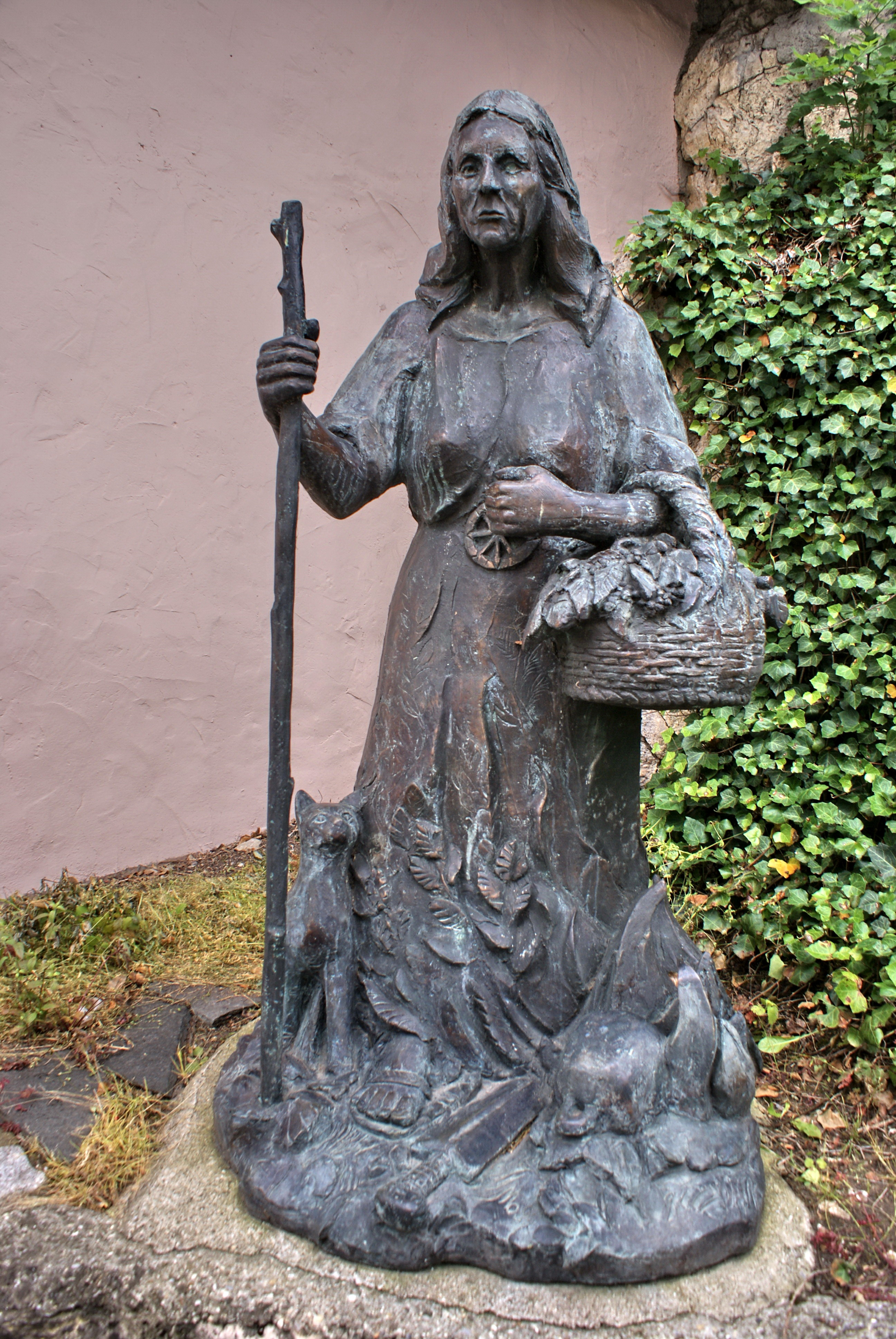
Skulptur von Bader-Ann, Veringenstadt, errichtet um 1994.
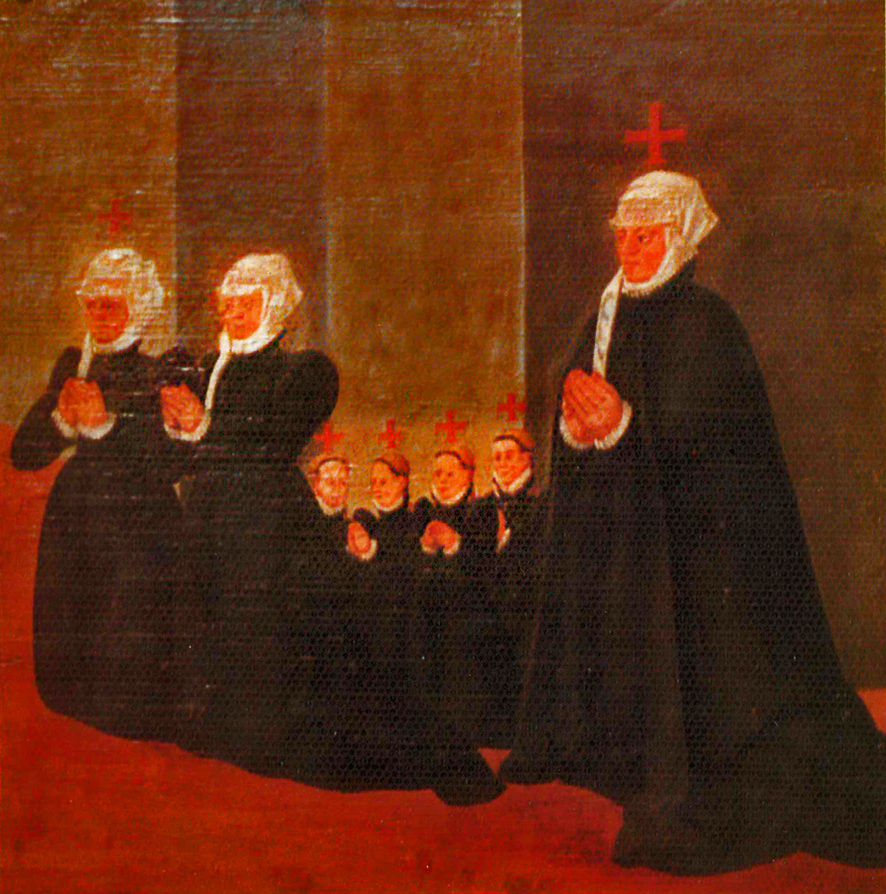
Rebekka Lemp auf dem Familienepitaph (zweite von links).

### Südeuropa
Südeuropa ist eine zusammenfassende Bezeichnung für die Staaten Andorra, Griechenland, Italien, Malta, Monaco, Portugal, San Marino, Spanien (mit Gibraltar) und die Vatikanstadt.
| Name                            | Lebensdaten     | Herkunft    | Bemerkungen | Prozess / Hinrichtung |
| ------------------------------- | --------------- | ----------- | --- | --------------------- |
| Narbona Dacal (Narbona D’Arcal) | † 12. Feb. 1498 | Spanisch    | Dacal wurde in Cenarbe in Aragon geboren. Sie hatte zwei Brüder und war mit Juan de Portañya verheiratet, der sie allerdings verließ. Dann verdiente sie ihren Lebensunterhalt als Volksheilerin. Sie wurde von der Inquisition der Hexerei angeklagt und am 12. Februar 1498 in Saragossa exekutiert.                                                           | Saragossa             |
| Matteuccia di Francesco         | † 1428          | Italienisch | Bekannt als „Hexe von Ripabianca“, gestand sie, auf den Flügeln eines Dämons geflogen zu sein. Sie wurde der Prostitution beschuldigt, Unzucht mit anderen Frauen getrieben zu haben sowie Liebestränke und Heilsalben aus dem Blut von Neugeborenen zu verkaufen. Sie gehört zu den ersten bekannten Opfern der Hexenverfolgung in Italien und wurde verbrannt. | Todi                  |
| Guirandana de Lay               | † 1461          | Spanisch    | Volksheilerin, soll angeblich einen Hexenzirkel in der Nähe von Villanúa, in Aragon, angeführt zu haben. Sie wurde von einem siebenköpfigen Gericht in Jaca verurteilt und auf dem Scheiterhaufen verbrannt. | Jaca                  |
| Polissena von San Macario       | † 1571          | Italienisch | Polissena hatte Epilepsie und wurde bei lebendigem Leib verbrannt. | Lucca                 |

### Nordische Länder
Nordische Länder bezeichnet zusammenfassend die nordeuropäischen Staaten Dänemark, Finnland, Island, Norwegen und Schweden einschließlich der autonomen Gebiete Färöer, Grönland (beide zu Dänemark) und Åland (zu Finnland).
| Name                                              | Lebensdaten   | Herkunft   | Bemerkungen | Prozess / Hinrichtung |
| ------------------------------------------------- | ------------- | ---------- | --- | --------------------- |
| Anna Eriksdotter                                  | 1624–1704     | Schwedisch | Eriksdotter stammte aus Bollnäs. Sie zog 1680 mit ihrem Mann, einem Soldaten, nach Lista. Eriksdotter war arm und galt als weise Frau, die mit dem Satan im Bunde war. Sie soll angeblich durch Hexerei den Dorfbewohner Nils Jonsson mit Blindheit und Taubheit geschlagen haben. Sie gestand die Anschuldigungen ohne Folter und bereute ihren vermeintlichen Bund mit dem Satan. Ein Gnadengesuch wegen hohem Alter und geistiger Verwirrung wurde vom König abgelehnt. Sie wurde geköpft. Es war die letzte Hinrichtung wegen Hexerei in Schweden. Später gab es weitere Hexenprozesse, die jedoch nicht mit der Todesstrafe endeten. 1757 fand der letzte Hexenprozess in Ål in Dalarna statt, wo dreizehn Frauen und fünf Männer der Hexerei beschuldigt wurden. Catherine Charlotte De la Gardie, erfuhr auf einer Reise in die Provinz zufällig von dem Prozess und setzte ihre Verbindungen am Hof in der Hauptstadt davon in Kenntnis. Daraufhin wurde der Prozess eingestellt und De la Gardie bewirkte eine Entschädigung der Opfer, die durch die Folter arbeitsunfähig waren. 1779 wurde die Todesstrafe für Hexerei gestrichen.                  | Eskilstuna            |
| Elin i Horsnäs                                    | † 1611        | Schwedisch | Elin i Horsnäs gelang es nach ihrem ersten Hexenprozess zu fliehen, wurde jedoch in einem zweiten Hexenprozess im Kreis Sunnerbo, Finnveden, geköpft. | Småland               |
| Märet Jonsdotter                                  | 1644–1672     | Schwedisch | Erstes Opfer der großen schwedischen Hexenjagd namens Det Stora Oväsendet („Die Große Aufruhr“) von 1668–1676, der rund 280 Menschen zum Opfer fielen. Sie wurde geköpft. | Mora                  |
| Anna Koldings (Ane Koldings)                      | † 1590        | Dänisch    | verbrannt | Kopenhagen            |
| Kolgrim (Kollgrim, Kolgrimr)                      | † ca. 1407    | Grönland   | Kolgrim war angeblich ein norwegischer Zauberer, der in Grönland wegen Zauberei und Ehebruch verbrannt wurde. | Hvalsey               |
| Christence Kruckow                                | ca. 1560–1621 | Dänisch    | Die dänische Adlige wurde bereits 1596 verdächtigt, den Tod mehrerer Kinder verursacht zu haben, bezichtigte aber stattdessen die Ankläger der Verleumdung. Als 1612 in Ålborg Hexenhysterie ausbrach, erinnerte man sich an diesen Fall. König Christian IV. ließ Kruckow 1620 verhaften und ihr den Prozess machen. Als Adlige wurde sie mit dem Schwert hingerichtet. | Kopenhagen            |
| Anne Mogensdotter Løset (Anne Mogensdatter Löset) | † 1679        | Norwegisch | Løset wurde beschuldigt, durch Hexerei die Gesundheit ihrer Nachbarn geschädigt zu haben. Sie wies die Anschuldigungen von sich, jedoch setzte sie der Pfarrer so unter Druck, dass sie unter anderem eine Schwarze Messe 1678 in Dovrefjell gestand. Sie wurde wegen Hexerei in Rovde im Dezember 1679 verbrannt. | Rovde                 |
| Lisbeth Nypan                                     | ca. 1610–1670 | Norwegisch | Volksheilerin, zusammen mit ihrem Mann angeklagt und in Trondheim verbrannt. | Trondheim             |
| Thuridur Olafsdottir (isl: Þuríður Ólafsdóttir)   | † 1678        | Isländisch | Einzige Frau, die in Island wegen angeblicher Hexerei bei lebendigem Leib verbrannt wurde. | Selárdalur            |
| Anne Palles                                       | 1619–1693     | Dänisch    | Anne Palles aus Tåderup auf der Insel Falster, wurde beschuldigt den Hof des Vogtes Morten Faxe geschädigt zu haben. Faxe hatte den Hof von Palles und ihrem Mann übernommen und sie soll auf den Hof gepinkelt haben, um ihn zu verhexen. Außerdem soll sie eine Frau durch Zauberei getötet haben. Weiter wurde sie beschuldigt, die Ernte eines Bürgers vernichtet haben, der dafür verantwortlich war, dass ihr Sohn als Soldat eingezogen wurde. Sie wurde am 31. August 1692 auf Schloss Nykøbing inhaftiert. In einem Prozess unter dem Vorsitz von Morten Faxe wurde sie schuldig gesprochen. Das Urteil wurde vor dem Obersten Gerichtshof angefochten, wo sie ihr Geständnis widerrief. Jedoch betätigte der Oberste Gerichtshof das Urteil jedoch mit 6 zu 11 Stimmen. Ein Teil der Richter war der Ansicht, dass Hexerei Aberglaube sei, dass ihre Schuld nicht bewiesen sei, dass ihr Geständnis unter Folter erzwungen worden sei und dass der Fall nicht korrekt behandelt worden sei, da sie keinen Verteidiger hatte. Sie war das letzte offizielle Opfer der Hexenverfolgung in Dänemark und wurde enthauptet und am 4. April 1693 verbrannt. | Nykøbing Falster      |
| Anne Pedersdotter                                 | † 1590        | Norwegisch | verbrannt | Bergen                |
| Marketta Punasuomalainen (Rot-Finn)               | 1600er–1658   | Finnisch   | Naturheilerin, die zum Betteln gezwungen war und als Hexe galt. Sie bedrohte Menschen mit Flüchen, um Essen zu erpressen. Sie wurde beschuldigt, zwei Männer durch Hexerei getötet, Krankheiten verursacht und Bier verdorben zu haben. Sie eines der ersten Opfer der Hexenprozesse in Finnland. Sie wurde verbrannt. | Vaasa                 |
| Jòn Rögnvaldsson                                  | † 1625        | Isländisch | Erstes Opfer der Hexenverfolgung in Island, wurde angeklagt, Tote erweckt zu haben, die dann in Urdur einen Jungen angriffen, Pferde töteten und anderes Unheil angerichtet haben sollen. Der Dichter Thorvald Rögnvaldsson verteidigte seinen Bruder Jón als zu unfähig, um mit Galster-Zaubersprüchen Erfolg zu haben. Jòn wurde verbrannt. | Eyjafjörður           |
| Maren Spliid                                      | ca. 1600–1641 | Dänisch    | Maren Splids war eine angesehene Bürgerfrau aus Ribe und mit einem reichen Schneider verheiratet. 1637 wurde sie von einem erfolglosen Konkurrenten ihres Mannes namens Didrik beschuldigt, eine Hexe zu sein. Er überzog sie über Jahre hinweg mit einer Rufmordkampagne. Es wurden mehrere Prozesse geführt. Ende 1639 erhielt Didrik eine Audienz bei Christian IV. in Haderslevhus und trug ihm seinen Fall vor und erreichte die Wiederaufnahme des Verfahrens. Anfang 1641 wurde Maren Splids nach Kopenhagen gebracht und im Blauen Turm inhaftiert. Sie gestand unter Folter. Der Prozess endete 1641 mit ihrem Tod auf dem Scheiterhaufen. | Ribe                  |
| Schwestern Anna und Brita Zippel                  | † 1676        | Schwedisch | geköpft, Opfer der Katarina-Hexenprozesse in Stockholm während des schwedischen Hexenwahns „Det stora Oväsendet“ („Die Große Aufruhr“) von 1668–1676, beide Schwestern haben sich während des Prozesses sehr mutig verteidigt | Stockholm             |

## Amerika
In den Vereinigten Staaten fanden vor allem in Neu-England von 1647 bzw. 1648 bis 1663 Hexenprozesse statt, bei denen insgesamt ungefähr 80 Menschen der Hexerei angeklagt wurden. Die Hexenprozesse von Salem folgten 1692–1693 und endeten in der Hinrichtung von 19 Menschen.
In Amerika war das Hängen als Hinrichtungsart verbreitet.
| Name                | Lebensdaten     | Herkunft                        | Bemerkungen | Ort der Hinrichtung                                     |
| ------------------- | --------------- | ------------------------------- | --- | ------------------------------------------------------- |
| Bridget Bishop      | ca. 1632–1692   | Britisch-amerikanische Kolonien | Bridget Bishop war das erste Hinrichtungsopfer der Hexenprozesse von Salem. Mehrere Eigenschaften machten sie im puritanischen Salem zur Zielscheibe. Ihr erster Mann starb ungewöhnlich früh. Von ihrem zweiten Mann wurde sie nach häuslicher Gewalt geschieden. Er klagte sie der Hexerei an, sie wurde aber freigesprochen. Zudem hatte sie eine Schankwirtschaft von zweifelhaftem Ruf und kleidete sich auffällig. | Salem                                                   |
| George Burroughs    | ca. 1650–1692   | Britisch-amerikanische Kolonien | Pastor, hingerichtet bei den Hexenprozessen von Salem. | Salem                                                   |
| Martha Carrier      | † 19. Aug. 1692 | Britisch-amerikanische Kolonien | Gehängt während der Hexenprozesse von Salem. Ihre Kinder hatten behauptet, sie sei eine Hexe. | Salem                                                   |
| Martha Corey        | 1620er–1692     | Britisch-amerikanische Kolonien | Gehängt während der Hexenprozesse von Salem. | Salem                                                   |
| Mary Easty          | 1634–1692       | Britisch-amerikanische Kolonien | Gehängt während der Hexenprozesse von Salem. | Salem                                                   |
| Ann Glover          | † 1688          | Irisch                          | Ann Glover war irischer Herkunft und wanderte in die britisch-amerikanischen Kolonien aus. Letztes Opfer in Boston, das wegen Hexerei gehängt wurde. | Boston                                                  |
| Sarah Good          | 1655–1692       | Britisch-amerikanische Kolonien | Eine der ersten Verurteilten der Hexenprozesse von Salem. | Salem                                                   |
| Goodwife Greensmith | † 1663          | Britisch-amerikanische Kolonien | Goodwife (Abk. Goody) und Goodman waren höfliche Anreden für Frauen und Männer mit einem niedrigeren sozialen Rang als Mistress und Mister. | Fairfield, Connecticut gehängt in Hartford, Connecticut |
| Ann Hibbins         | † 19. Juni 1656 | Britisch-amerikanische Kolonien | Das vierte Opfer der Hexenverfolgung in der Massachusetts Bay Colony, auf dem Boston Common gehängt. | Boston                                                  |
| Sir George Jacobs   | 1620–1692       | Britisch-amerikanische Kolonien | Gehängt während der Hexenprozesse von Salem. Der Prozess von George Jacobs fand 1692 statt. | Salem                                                   |
| Margaret Jones      | † 1648          | Britisch-amerikanische Kolonien | Hebamme, das erste Opfer der Hexenverfolgung in der Massachusetts Bay Colony, gehängt. | Boston                                                  |
| Mary Johnson        | ca. † 1648      | Britisch-amerikanische Kolonien | Hingerichtet in Hartford (Connecticut). | Hartford                                                |
| Alse Young          | ca. 1600–1647   | Britisch-amerikanische Kolonien | Das erste belegte Opfer der Hexenverfolgungen in den amerikanischen Kolonien, gehängt. | Hartford                                                |

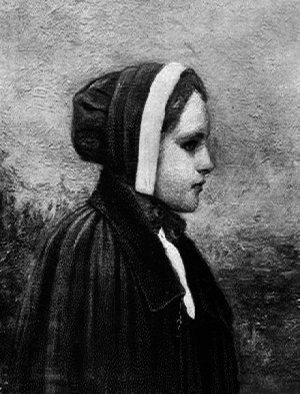
Bridget Bishop
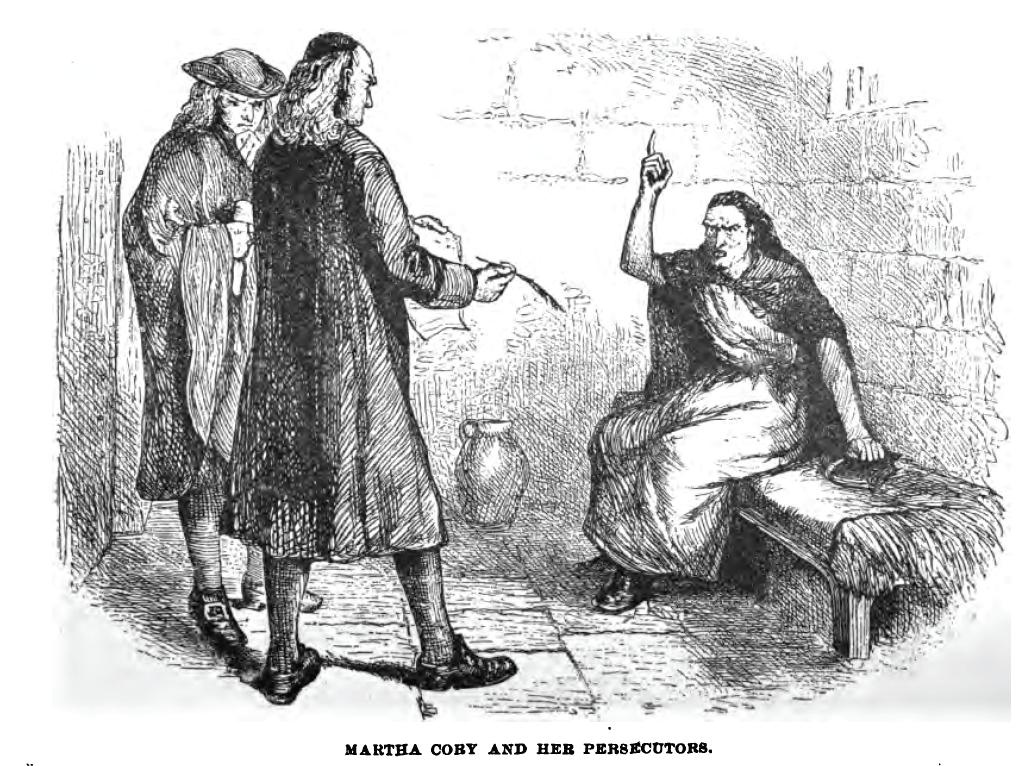
Martha Corey
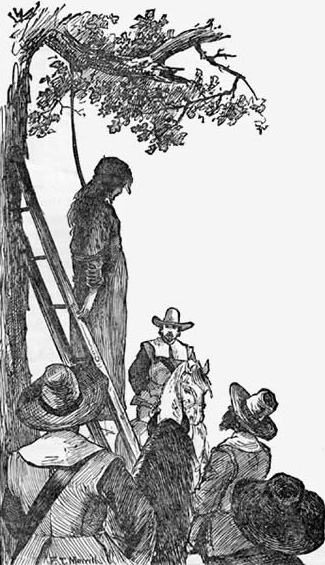
Hinrichtung von Ann Hibbins
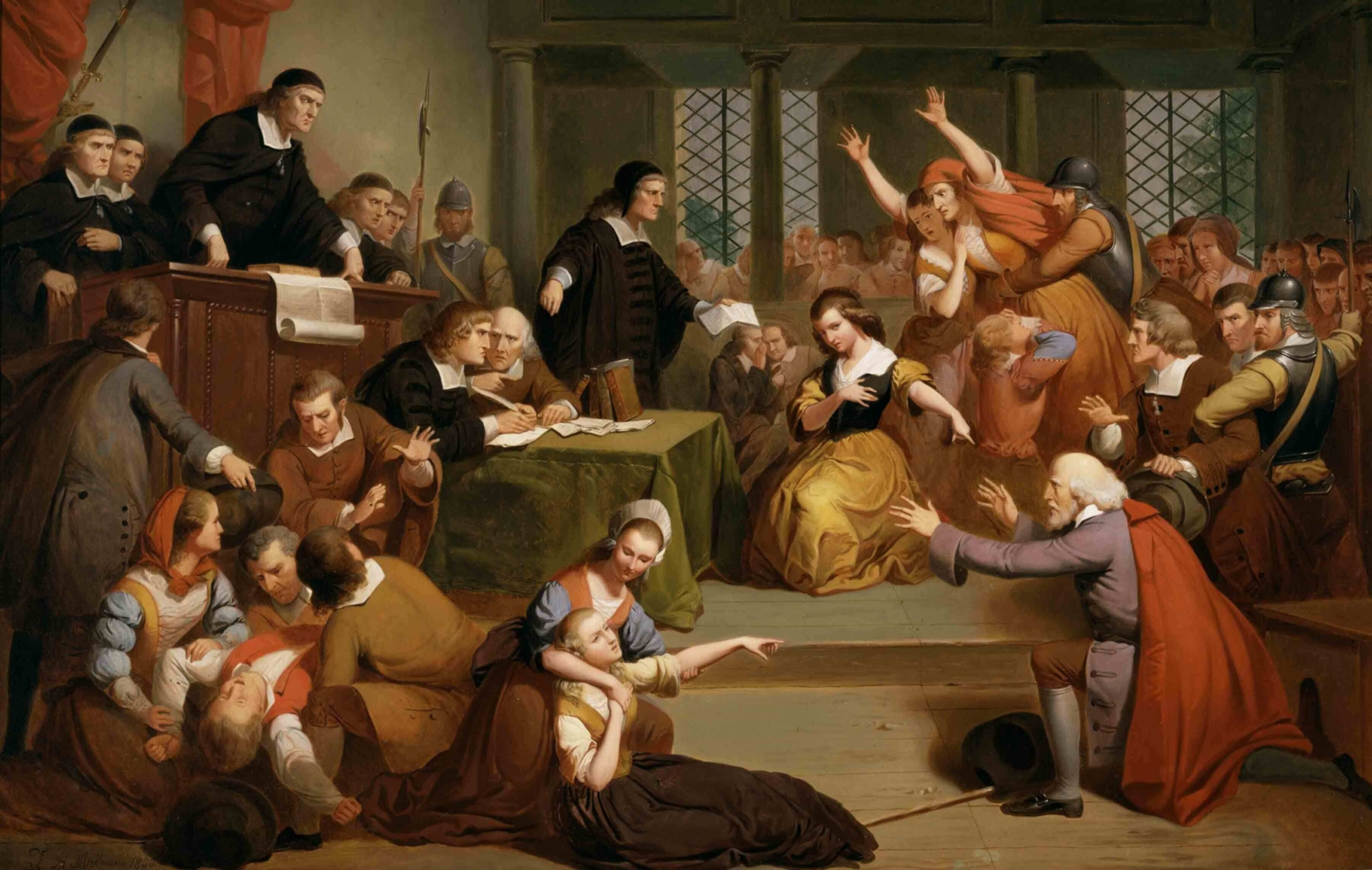
Der Prozess von George Jacobs, Gemälde um 1855